# 帕馬納島
帕馬納島是印度尼西亞的島嶼，該島位於羅地島西南方南緯11度處，是亞洲最南端的地方，行政方面由東努沙登加拉省負責管轄。